# Wereldkampioenschappen schaatsen afstanden 2017 - 10.000 meter mannen
De 10.000 meter mannen op de wereldkampioenschappen schaatsen afstanden 2017 werd gereden op zaterdag 11 februari 2017 in het ijsstadion Gangneung Science Oval in Gangneung, Zuid-Korea.
De enige wereldbekerwedstrijd over de tien kilometer dit seizoen werd gewonnen door regerend olympisch kampioen Jorrit Bergsma. Sven Kramer was de titelverdediger en prolongeerde de wereldtitel in een baan en Nederlands record.

## Plaatsing
De regels van de ISU schrijven voor dat er maximaal twaalf schaatsers zich plaatsen voor het WK op deze afstand. Geplaatst zijn de beste zes schaatsers van het wereldbekerklassement na vier manches, aangevuld met de zes tijdsnelsten van de wereldbekerwedstrijd in Heerenveen. Achter deze twaalf namen werd op tijdsbasis nog een reservelijst van zes namen gemaakt. Aangezien het aantal deelnemers per land beperkt is tot een maximum van twee (eerdere jaren was dit drie), telt de derde (en vierde etc.) schaatser per land niet mee voor het verloop van de ranglijst. Het is aan de nationale bonden te beslissen welke van hun schaatsers, mits op de lijst, naar het WK afstanden worden afgevaardigd.
De eerste startplek voor Italië die twaalfde in de ISU-lijst stond werd opgeofferd om een startplek vrij te maken voor het organiserende land, Zuid-Korea. Door afzeggingen van Zuid-Korea, België en Nieuw-Zeeland, mochten Noorwegen met één man en Italië met twee rijders deelnemen.

## Statistieken

### Uitslag
| #      | Naam                 | Land | Tijd           |
| ------ | -------------------- | ---- | -------------- |
| Goud   | Sven Kramer          | NED  | 12.38,89 BR/NR |
| Zilver | Jorrit Bergsma       | NED  | 12.43,95       |
| Brons  | Patrick Beckert      | GER  | 12.52,76       |
| 4      | Ted-Jan Bloemen      | CAN  | 12.54,63       |
| 5      | Davide Ghiotto       | ITA  | 13.01,38       |
| 6      | Jordan Belchos       | CAN  | 13.01,40       |
| 7      | Ryosuke Tsuchiya     | JPN  | 13.11,94       |
| 8      | Nils van der Poel    | SWE  | 13.14,84       |
| 9      | Moritz Geisreiter    | GER  | 13.23,15       |
| 10     | Danila Semerikov     | RUS  | 13.34,99       |
| 11     | Simen Spieler Nilsen | NOR  | 13.35,24       |
| DQ     | Michele Malfatti     | ITA  | -              |

### Loting
| Rit | Binnenbaan           | Buitenbaan        |
| --- | -------------------- | ----------------- |
| 1   | Simen Spieler Nilsen | Ryosuke Tsuchiya  |
| 2   | Jordan Belchos       | Danila Semerikov  |
| 3   | Michele Malfatti     | Davide Ghiotto    |
| 4   | Ted-Jan Bloemen      | Nils van der Poel |
| 5   | Sven Kramer          | Patrick Beckert   |
| 6   | Jorrit Bergsma       | Moritz Geisreiter |

1996 · 
1997 · 
1998 · 
1999 · 
2000 · 
2001 · 
2003 · 
2004 · 
2005 · 
2007 · 
2008 · 
2009 · 
2011 · 
2012 · 
2013 · 
2015 · 
2016 · 
2017 · 
2019 ·
2020 ·
2021 ·
2023 ·
2024 ·
2025